# Arthur de Boissieu
Pour les autres membres de la famille, voir Salvaing de Boissieu.
Alexandre-Arthur de Salvaing, baron de Boissieu, dit Arthur de Boissieu,  né le 11 février 1833 à Paris et décédé le 29 mars 1873 à Paris, est un avocat, journaliste et écrivain légitimiste français. Il a tenu une chronique au Figaro sous le pseudonyme de Colombine.

## Biographie
Arthur de Salvaing de Boissieu est le fils du baron Louis-Édouard de Salvaing de Boissieu (1802-1870), conseiller à la cour d'appel de Paris, et d'Amélie de Lemon-Le Belin. Marié en 1873 à Isabelle-Caroline-Marie d'Aboville, il est le gendre  d'Auguste Ernest d'Aboville, il est le père de Guy de Salvaing de Boissieu et le beau-père d'Henry Savary de Beauregard.
Il se lie d'amitié avec Guillaume Guizot, avec qui il fait son collège. Après avoir suivi ses études de droit, il est reçu au barreau comme avocat et devient président de la Conférence Molé en 1862.
Il reçut en 1854, pour son poème L'Acropole d'Athènes, le second prix de poésie décerné par l'Académie française, derrière Louise Colet.
Il fut rédacteur aux journaux La Gazette de France, au Figaro et au Contemporain. Il crée le pseudonyme de Colombine pour ses chroniques dans Le Figaro. Ce pseudonyme, repris en 1880 par le quotidien Gil Blas et le journaliste Henry Fouquier, donnera lieu à un procès en 1889 entre le journal et Fouquier pour en connaître le « propriétaire » à la suite du départ de ce dernier du journal.
Il fonde un couvent pour les orphelins à Clichy.
Il devient président du comité de la Société des gens de lettres en 1873,.
Mort le 29 mars 1873, à l'âge de quarante ans, il est inhumé à Beire-le-Châtel.

## Publications
- L'Acropole d'Athènes, 1855
- Lettres de Colombine, 1864
- En chasse, 1868
- Lettres d'un passant, 1868
- Lettres d'un passant. Deuxième série. Figures contemporaines, 1869
- Les vivants et les morts: IIIe série des lettres d'un passant, d'août 1868 à mai 1870, 1870
- Monseigneur le comte de Chambord, Août 1868, 1870
- Poésies d'un passant, 1870
- En passant, la première à M. Thiers, 1871
- De chute en chute : lettres d'un passant, 1872
- Dernières Lettres d'un passant, 1875

## Sources
- Armand Coulon, Un chroniqueur sous le Second Empire : Arthur de Boissieu, 1912
- Camille Dreyfus, André Berthelot, La Grande Encyclopédie, Volume 7
- Pierre Larousse, Grand Dictionnaire universel du XIXe siècle, T. XVI supplémentaire, 1866-1877
- Bibliographie catholique: revue des ouvrages de religion, de philosophie, d'histoire, de littérature, d'éducation, etc, Volume 41, 1869
- Georges d'Heylli, Dictionnaire des pseudonymes, 1869
- Polybiblion: Revue bibliographique universelle, Volume 3, 1869
- Polybiblion: revue bibliographique universelle, Volumes 9 à 10, 1873
- Armand de Pontmartin, Revue du monde catholique, Volume 43, 1875
- L'Artiste: revue de l'art contemporain: Volume 22, 1873